# Tàu điện ngầm Kolkata

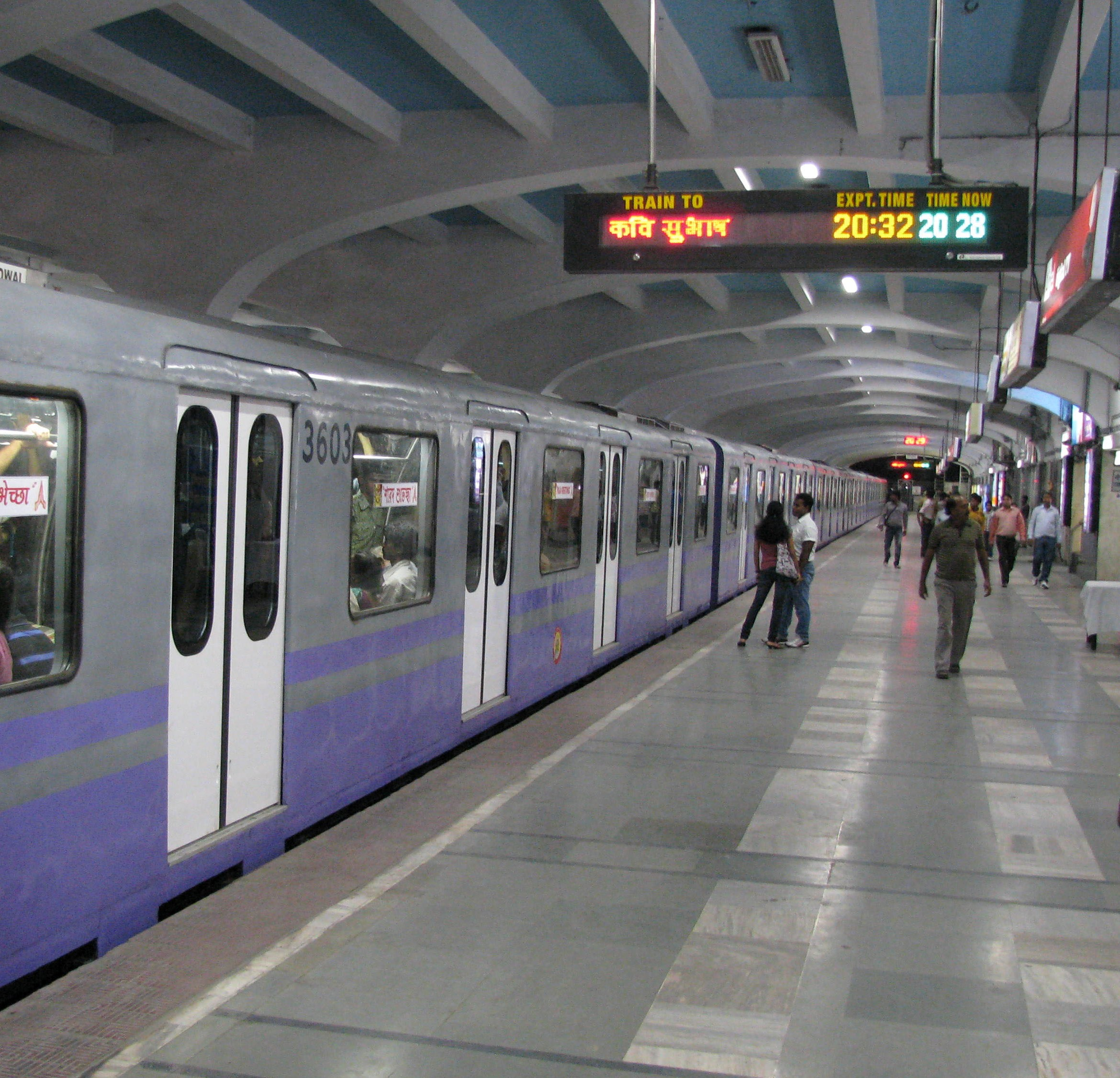
Kolkata Metro

Kolkata Metro là hệ thống tàu điện ngầm phục vụ cho việc di chuyển tại thành phố Kolkata và Vùng đô thị Kolkata rộng lớn ở Tây Bengal, Ấn Độ. Mở cửa vào năm 1984, đây là hệ thống giao thông công cộng nhanh được đi vào hoạt động đầu tiên ở Ấn Độ, đây cũng là mạng lưới tàu điện ngầm hoạt động bận rộn thứ hai và có độ dài toàn tuyến đứng thứ tư ở Ấn Độ. Tính đến tháng 3 năm 2024, hệ thông này có tổng cộng bốn tuyến đang hoạt động với tổng chiều dài 59,38 km, bao gồm: Tuyến số 1 dài 32,33 km từ Dakshineswar đến Kavi Subhash, Tuyến số 2 dài 13,9 km từ Salt Lake Sector V đến Howrah Maidan (có khoảng cách giữa Sealdah và Esplanade), Tuyến 3 từ Joka đến Majerhat với chiều dài 7,75 km và Tuyến số 6 (5,4 km) từ Kavi Subhash đến Hemanta Mukherjee. Hai tuyến khác đang trong giai đoạn xây dựng và quy hoạch. Hệ thống này có sự kết hợp giữa các ga ngầm, ga trên cao, đường ray khổ rộng và khổ tiêu chuẩn. Tàu hoạt động từ 06:55 đến 22:30 IST và giá vé dao động từ ₹5 đến ₹50.
Kolkata Metro ban đầu được lên kế hoạch vào những năm 1920, nhưng việc xây dựng bắt đầu vào những năm 1970. Đoạn tuyến ngầm đầu tiên, từ Bhawanipore (nay là Netaji Bhawan) đến Esplanade, được khai trương vào năm 1984. Một đoạn tuyến chưa hoàn thiện của Tuyến 2, hay còn được gọi là Hành lang Đông-Tây, từ Phân khu V của Salt Lake đến Phoolbagan được khánh thành vào năm 2020. Tuyến 3, hay còn được gọi là Hành lang Joka-Esplanade (hiện tại tuyến đang bị cụt ở Majerhat do các nhà ga kế đang trong quá trình xây dựng), mở cửa vào năm 2022. Đây là mạng lưới tàu điện ngầm đang hoạt động với tổng chiều dài dài đứng thứ tư ở Ấn Độ chỉ sau Delhi Metro, Namma Metro và Hyderabad Metro.
Metro Railway-Kolkata và Kolkata Metro Rail Corporation là chủ sở hữu và điều hành hệ thống tàu điện ngầm này. Vào ngày 29 tháng 12 năm 2010, Metro Railway-Kolkata, trở thành khu vực quản lý thứ 17 của Đường sắt Ấn Độ, hoàn toàn do Bộ Đường sắt Ấn Độ sở hữu và tài trợ. Đây là hệ thống tàu điện ngầm duy nhất tại Ấn Độ do Đường sắt Ấn Độ kiểm soát. Có khoảng 300 chuyến tàu hàng ngày, vận chuyển 700.000 hành khách.

## Mạng lưới

### Đang hoạt động
| Tuyến số  | Màu tuyến        | Chạy lần đầu         | Mở rộng gần nhất    | Nhà ga | Chiều dài (km) | Hướng tuyến     | Ga cuối       | Ga cuối              | Toa xe           | Khổ đường ray (mm)       | Power    | Tần suất trung bình (phút) |
| --------- | ---------------- | -------------------- | ------------------- | ------ | -------------- | --------------- | ------------- | -------------------- | ---------------- | ------------------------ | -------- | -------------------------- |
| 1         | Tuyến Xanh Dương | 24 tháng 10 năm 1984 | 22 tháng 2 năm 2021 | 26     | 32.33          | Bắc – Nam       | Dakshineswar  | Kavi Subhash         | ICF, CRRC Dalian | 1.676 mm (5 ft 6 in)     | 750 V DC | 5                          |
| 2         | Tuyến Xanh Lá    | 13 tháng 2 năm 2020  | 14 tháng 7 năm 2022 | 8      | 9.1            | Đông – Tây      | Sealdah       | Salt Lake Sector-V   | BEML             | 1.435 mm (4 ft 8+1⁄2 in) | 750 V DC | 10                         |
| 2         | Tuyến Xanh Lá    | 6 tháng 3 năm 2024   | –                   | 4      | 4.8            | Đông – Tây      | Howrah Maidan | Esplanade            | BEML             | 1.435 mm (4 ft 8+1⁄2 in) | 750 V DC | 10                         |
| 3         | Tuyến Tím        | 30 tháng 12 năm 2022 | 6 tháng 3 năm 2024  | 7      | 7.75           | Trung tâm – Nam | Majerhat      | Joka                 | ICF              | 1.676 mm (5 ft 6 in)     | 750 V DC | 25                         |
| 6         | Tuyến Cam        | 6 tháng 3 năm 2024   | –                   | 5      | 5.4            | Nam – Bắc       | Kavi Subhash  | Hemanta Mukhopadhyay | ICF              | 1.676 mm (5 ft 6 in)     | 750 V DC | 20                         |
| Tổng cộng |                  |                      |                     | 50     | 59.38          |                 |               |                      |                  |                          |          |                            |

### Đang xây dựng/Kế hoạch
| Tuyến số  | Tên tuyến     | Ngày dự kiến hoàn thành                                   | Nhà ga | Chiều dài (km) | Hướng tuyến        | Ga cuối              | Ga cuối       | Khổ đường ray            | Power    | Cơ quan thực hiện        |
| --------- | ------------- | --------------------------------------------------------- | ------ | -------------- | ------------------ | -------------------- | ------------- | ------------------------ | -------- | ------------------------ |
| 2         | Tuyến Xanh Lá | 2024 (Esplanade-Sealdah)                                  | –      | 2.7            | Đông – Tây         | Esplanade            | Sealdah       | 1.435 mm (4 ft 8+1⁄2 in) | 750 V DC | KMRC                     |
| 2         | Tuyến Xanh Lá | Kế hoạch                                                  | 5      | 6.65           | Nam – Bắc          | Salt Lake Sector-V   | Teghoria      | 1.435 mm (4 ft 8+1⁄2 in) | 750 V DC | KMRC                     |
| 3         | Tuyến Tím     | 2027                                                      | 5      | 7.33           | Nam – Bắc          | Majerhat             | Esplanade     | 1.676 mm (5 ft 6 in)     | 750 V DC | Rail Vikas Nigam Limited |
| 3         | Tuyến Tím     | Kế hoạch                                                  | 2      | 3.39           | Nam – Bắc          | Diamond Park         | Joka          | 1.676 mm (5 ft 6 in)     | 750 V DC | Rail Vikas Nigam Limited |
| 4         | Tuyến Vàng    | 2024 (Noapara–Dum Dum Cantonment)                         | 10     | 16.88          | Nam-Tây – Bắc-Đông | Noapara              | Barasat       | 1.676 mm (5 ft 6 in)     | 750 V DC | Metro Railway, Kolkata   |
| 5         | Tuyến Hồng    | Kế hoạch                                                  | 11     | 12.40          | Nam – Bắc          | Baranagar            | Mangal Pandey | 1.676 mm (5 ft 6 in)     | 750 V DC | Rail Vikas Nigam Limited |
| 6         | Tuyến Cam     | 2025 (VIP Bazar – Beleghata) 2026 (Beleghata – IT Centre) | 19     | 24.47          | Nam – Bắc          | Hemanta Mukhopadhyay | Jai Hind      | 1.676 mm (5 ft 6 in)     | 750 V DC | Rail Vikas Nigam Limited |
| Tổng cộng |               |                                                           | 52     | 73.8           |                    |                      |               |                          |          |                          |

## Các tuyến

### Tổng quan các tuyến
| Tuyến            | Tình trạng          | Chiều dài | Số nhà ga | Mở cửa năm |
| ---------------- | ------------------- | --------- | --------- | ---------- |
| Tuyến Xanh Dương | Hoạt động toàn phần | 32.33 km  | 26        | 1984       |
| Tuyến Xanh Lá    | Hoạt động một phần  | 13.9 km   | 12        | 2020       |
| Tuyến Tím        | Hoạt động một phần  | 7.75 km   | 7         | 2022       |
| Tuyến Cam        | Hoạt động một phần  | 5.4 km    | 5         | 2024       |

### Tuyến Xanh Dương (Tuyến 1)

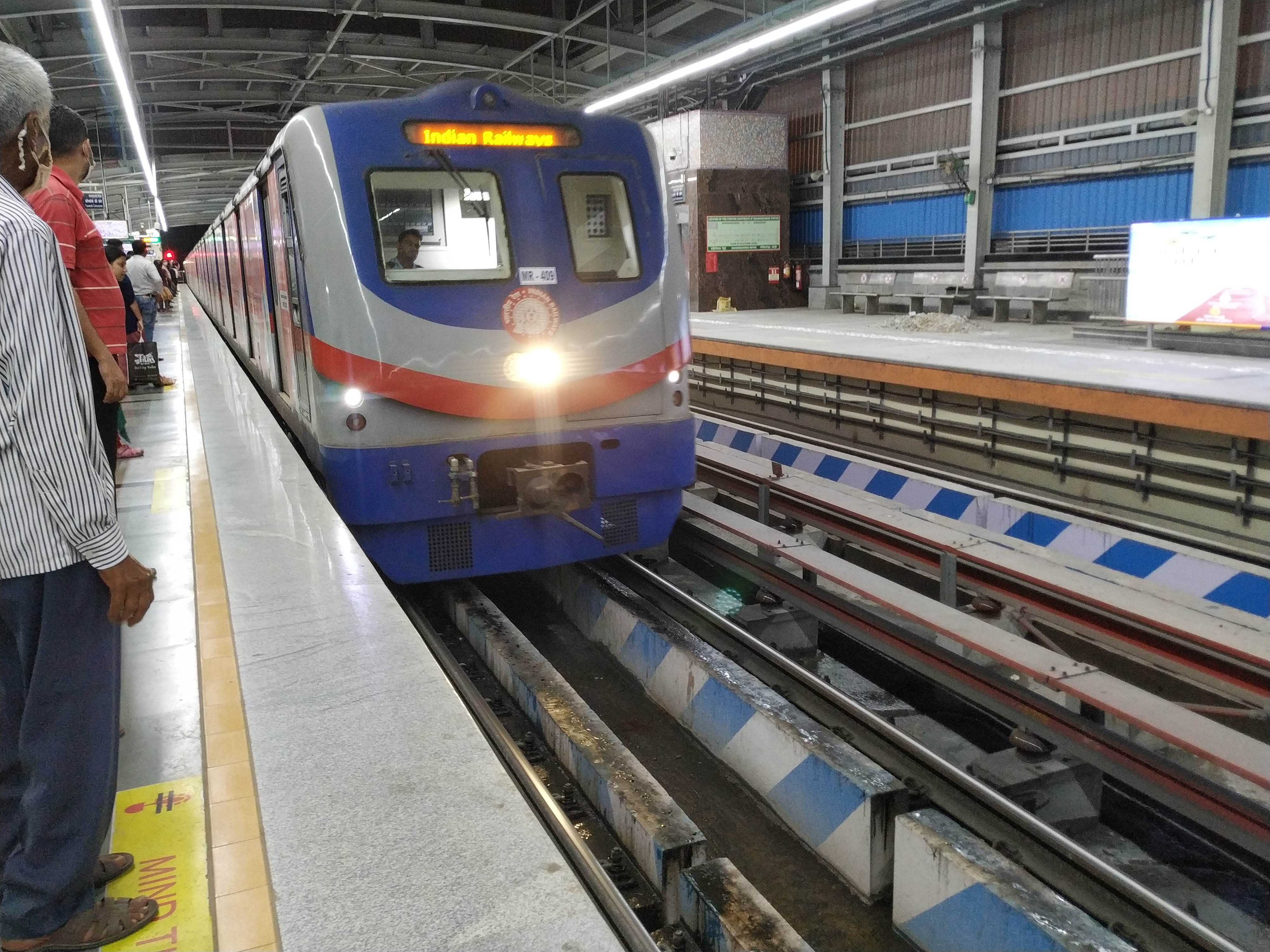
Tàu điện ngầm Kolkata tại ga tàu điện ngầm Dakshineswar trên Tuyến 1

Tuyến 1 hay còn đươc gọi là Tuyến Xanh Dương thuộc hệ thống Tàu điện ngầm Kolkata (tiếng Bengal: কলকাতা নগরীরেল) có tổng chiều dài là 31.365 kilômét (19.489 mi), phục vụ 26 nhà ga, trong đó có 15 nhà ga ngầm, 9 nhà ga trên cao và 2 nhà ga đồng cấp. Tuyến này sử dụng đường ray khổ rộng 5 ft 6 in (1.676 mm). Đây là tuyến đường sắt ngầm đầu tiên được xây dựng ở Ấn Độ, với những chuyến tàu đầu tiên chạy vào tháng 10 năm 1984, toàn bộ đoạn đường theo kế hoạch ban đầu sẽ hoàn thành và đi vào hoạt động vào tháng 2 năm 1995. Phần mở rộng về phía nam của tuyến Xanh Dương đến hành lang trên cao từ Tollygunge đến New Garia được xây dựng và mở cửa theo hai giai đoạn, Mahanayak Uttam Kumar đến Kavi Nazrul vào năm 2009 và Kavi Nazrul đến Kavi Subhash vào năm 2010. Một phần mở rộng khác được xây dựng từ Dum Dum đến Noapara vào năm 2013 với chiều dài 2,59 km (1,61 mi). Đoạn mở rộng cuối cùng từ Noapara đến Dakshineswar được mở vào năm 2021 vói chiều dài 4,13 km (2,57 mi), từ đó việc xây dựng Tuyến Xanh Dương đã hoàn thành.
Phần mở rộng về phía bắc từ Dum Dum đến Dakshineswar (6,20 km [3,85 mi]) đã được phê duyệt và được đưa vào ngân sách năm 2010–2011 với tổng chi phí là ₹2,275 tỷ (tương đương với ₹5,1 tỷ hoặc 64 triệu USD ở thời điểm năm 2023). Việc vận hành thương mại đoạn tuyến từ Dum Dum tới Noapara (2,09 km [1,30 mi]) đã được đưa vào hoạt động từ tháng 3 năm 2013 và việc xây dựng từ Noapara đến Dakshineswar cùng với nút giao với Tuyến 5 tại Baranagar (2,38 km [1,48 mi]) đang được RVNL thực hiện. Đoạn tuyến này được mở cửa cho công chúng vào ngày 23 tháng 2 năm 2021 với lượng hành khách dự kiến vào năm 2030 là 55.000 người.

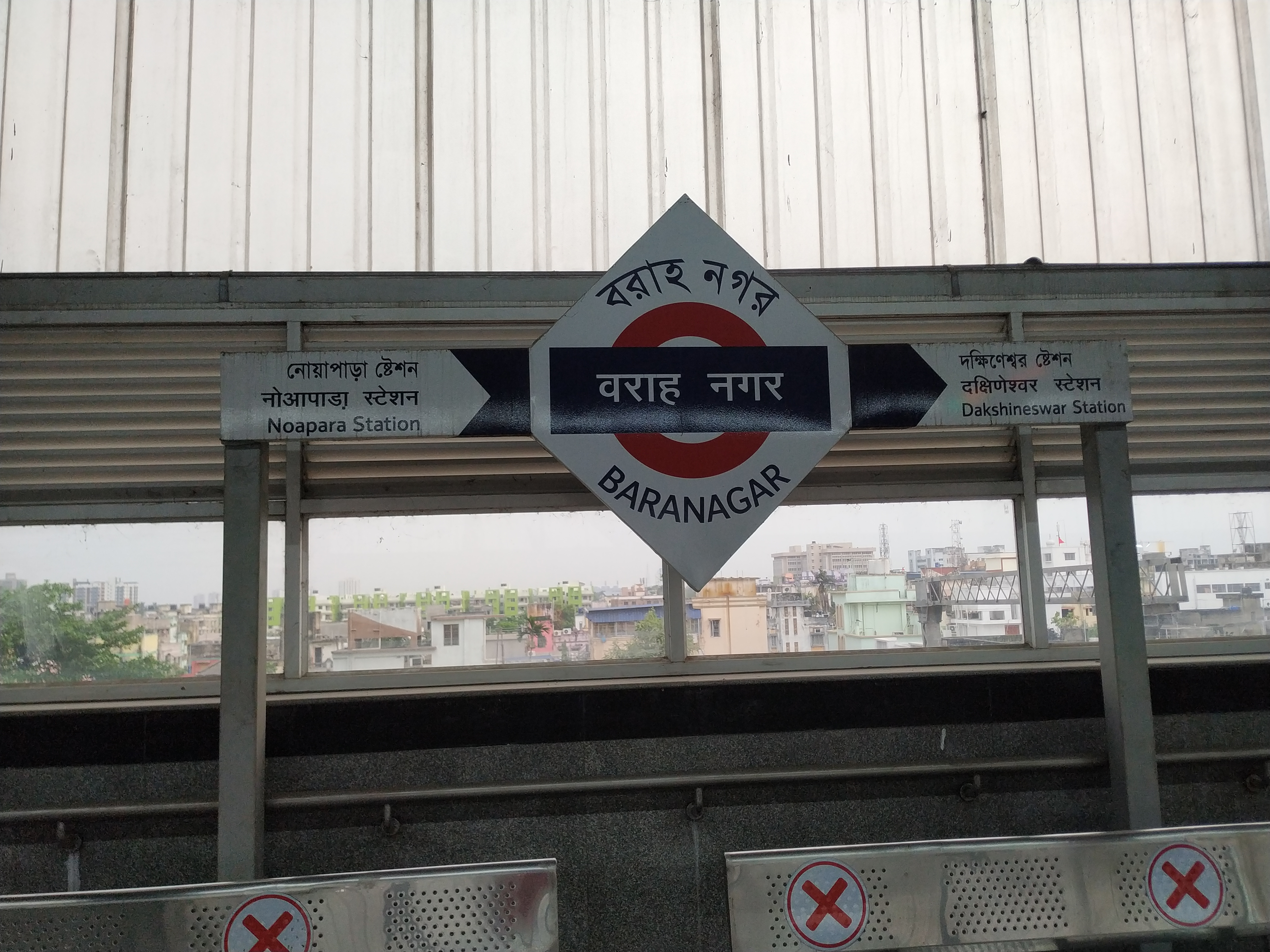
Ga tàu điện ngầm Baranagar trên tuyến tàu điện ngầm Kolkata số 1

Việc nâng cấp hệ thống tín hiệu đường sắt hiện có từ Tín hiệu Đường sắt Ấn Độ sang hệ thống Điều khiển chạy tàu dựa trên thông tin liên lạc (CBTC) đã được Metro Railway, Kolkata đề xuất tới Đường sắt Ấn Độ với tổng chi phí là ₹4,67 tỷ (tương đương ₹5,5 tỷ hoặc 69 triệu USD ở thời điểm năm 2023). Lần nâng cấp này có thể giảm khoảng thời gian chờ giữa các chuyến tàu từ 5 phút xuống chỉ còn 90 giây. Đường sắt Ấn Độ đã phê duyệt đề xuất này và việc lắp đặt dự kiến hoàn thành trong vòng 2–3 năm.